# Sicyopterus lividus
Sicyopterus lividus és una espècie de peix de la família dels gòbids i de l'ordre dels perciformes.

## Morfologia
- Els mascles poden assolir 6 cm de longitud total.[4]

## Hàbitat
És un peix de clima tropical i demersal.

## Distribució geogràfica
Es troba a Oceania: Ponape (est de les Illes Carolines, la Micronèsia).

## Observacions
És inofensiu per als humans.